# Pasja rosulja
Pasja rosulja (lat. Agrostis canina), vrsta trajnice iz porodice trava raširene po Euroaziji (uključujući i Hrvatsku), odakle je introducirana po drugim zemljama svijeta.

## Sinonimi
Postoji 50 sinonima za ovu vrstu.